# Raswal
Der Raswal (russisch Развал) ist ein kleiner Salzsee am südlichen Stadtrand von Sol-Ilezk in der Oblast Orenburg in der Russischen Föderation. Im Volksmund wird der See auch Soljonka (Солёнка, Diminutiv von russisch sol für „Salz“) genannt.
Das Wasser des Sees ist wegen des hohen Salzgehalts (saisonal 200–330 g/l) dichter als der menschliche Körper, so dass man beim Schwimmen nicht untergehen kann. Im See, der im Maximum 22 Meter tief ist, gibt es wegen des hohen Salzgehalts keinerlei organisches Leben oder Vegetation. Der See wurde seit 2002 touristisch erschlossen, es gibt eine Reihe von Restaurants, eine Stranddisco, ein Vergnügungsgelände an einem benachbarten Süßwassersee (Elektroboote, Wasserrutschen usw.) und Unterkünfte.
Die Gäste sind vor allem Kururlauber aus der gesamten Region des russischen Ural und aus dem benachbarten Kasachstan. Sie hoffen vor allem auf die heilende Wirkung des stark salzhaltigen Seewassers und für sie werden vor Ort weitere Gesundheits- und Wellnessangebote vorgehalten. Das Wasser des Sees wird vor allem für Erkrankte an Schuppenflechte, Rheuma oder Asthma sowie weiteren Haut- und Gelenkerkrankungen empfohlen. Das Gelände direkt an Seeufer gehört einer Investorin aus Moskau, die den Soljonka-See und die benachbarte Stadt Sol-Ilezk in den letzten Jahren systematisch zu einem Kurort ausgebaut hat.

## Geschichte
Ab 1754 wurde an der Stelle des Sees in einem offenen Tagebau Salz abgebaut. Der See entstand im Jahr 1906 durch die Überflutung dieses Steinbruchs im Salzstock von Sol-Ilezk bei einem Hochwasser der Pestschanka. 2010 wurde das Seeufer und ein angrenzendes Gelände von 62 Hektar zum Heil- und Erholungsgebiet erklärt, woraufhin der seit dem Millennium einsetzende, regionale Kurtourismus einen Aufschwung erfuhr.